# Cüneyt Kocabıçak
Cüneyt Kocabıçak (* 19. Juni 1978 in Marktheidenfeld) ist ein türkischer Fußballspieler und -trainer.

## Karriere
Kocabıçak begann seine Karriere in der Jugend vom VfR Mannheim. Danach ging er in die Türkei zu Afyonkarahisarspor und kam 1998 zurück nach Deutschland, wo er einen Vertrag bei Waldhof Mannheim unterschrieb. Bei Waldhof spielte er zumeist in der Amateurmannschaft, wurde aber 1998/99 fünfmal (ein Tor) und nach dem Aufstieg in die 2. Bundesliga zweimal eingesetzt (1999/00).
2000 ging er erneut in die Türkei, wo er sich dem Süperligisten Erzurumspor anschloss. Weitere Stationen waren danach Göztepe Izmir (ebenfalls Süper Lig), sowie Yimpas Yozgatspor und Karşıyaka Izmir (jeweils in der zweitklassigen 1. Lig).
2005 ging es dann wieder zurück nach Deutschland. 2005/06 spielte er beim baden-württembergischen Oberligisten SV Sandhausen und 2006/07 beim Süd-Regionalligisten SV Elversberg.
Ab 2007 spielte Kocabıçak für die unterklassigen Vereine FV Speyer, VfR Mannheim, Amicitia Viernheim und TDSV Mutterstadt.
2010 trat er sein erstes Traineramt beim pfälzischen Bezirksligisten FC Lustadt an. Er war dort Spielertrainer. Ende Dezember 2010 verließ er den Verein aus beruflichen Gründen.

### Statistik
| Liga               | Spiele (Tore) |
| ------------------ | ------------- |
| Süper Lig (Türkei) | 56 (0)        |
| 2. Bundesliga      | 02 (0)        |
| Regionalliga       | 14 (1)        |

## Privates
Kocabıçak ist verheiratet und hat ein Kind.